# Pterocactus araucanus
Pterocactus araucanus är en kaktusväxtart som beskrevs av Alberto Castellanos. Pterocactus araucanus ingår i släktet Pterocactus och familjen kaktusväxter. Inga underarter finns listade i Catalogue of Life.

## Bildgalleri

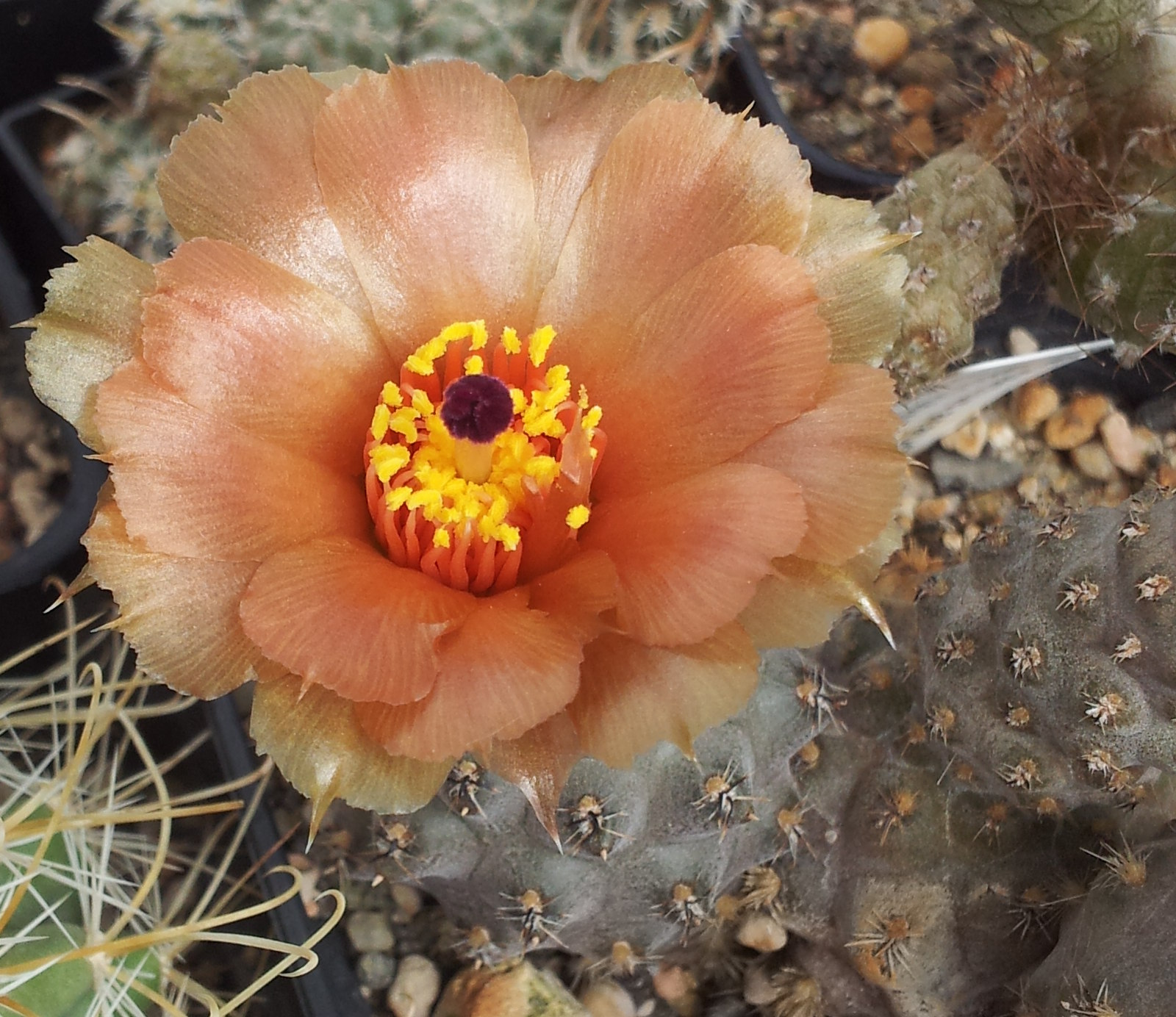